# Miccolamia takakuwai
Miccolamia takakuwai là một loài bọ cánh cứng trong họ Cerambycidae.